# Mikko Ilonen
Mikko Ilonen (nascido em 18 de dezembro de 1979) é um golfista profissional finlandês que joga no European Tour.
Se tornou profissional em 2001.
Ele representou a Finlândia no jogo por tacadas individual masculino do golfe nos Jogos Olímpicos de Verão de 2016, no Rio de Janeiro, Brasil.